# Racomitrium lepervanchei
Racomitrium lepervanchei är en bladmossart som beskrevs av Bescherelle 1880. Racomitrium lepervanchei ingår i släktet raggmossor, och familjen Grimmiaceae. Inga underarter finns listade i Catalogue of Life.